# Krchleby, Rychnov nad Kněžnou
Krchleby là một làng thuộc huyện Rychnov nad Kněžnou, vùng Královéhradecký, Cộng hòa Séc.